# El señor de Ballantrae
El señor de Ballantrae (en inglés The Master of Ballantrae) es una novela escrita por Robert Louis Stevenson y publicada en 1888. Se subtitula Una historia de invierno.  Es un libro de su última etapa, seis años antes de su muerte.
La historia del libro gira en torno al conflicto entre dos hermanos, dos nobles escoceses, cuya familia está enfrentada por la rebelión jacobita de 1745.
La novela fue adaptada en una película llamada El señor de Ballantry en 1953, con Errol Flynn en el papel principal. También se produjeron numerosas adaptaciones televisivas, una de las cuales data de 1984 y está protagonizada por el actor John Gielgud.

## Fuente
- Esta obra contiene una traducción  derivada de «Il signore di Ballantrae» de Wikipedia en italiano, publicada por sus editores bajo la Licencia de documentación libre de GNU y la Licencia Creative Commons Atribución-CompartirIgual 4.0 Internacional.